# Fatemeh Motamed-Aria

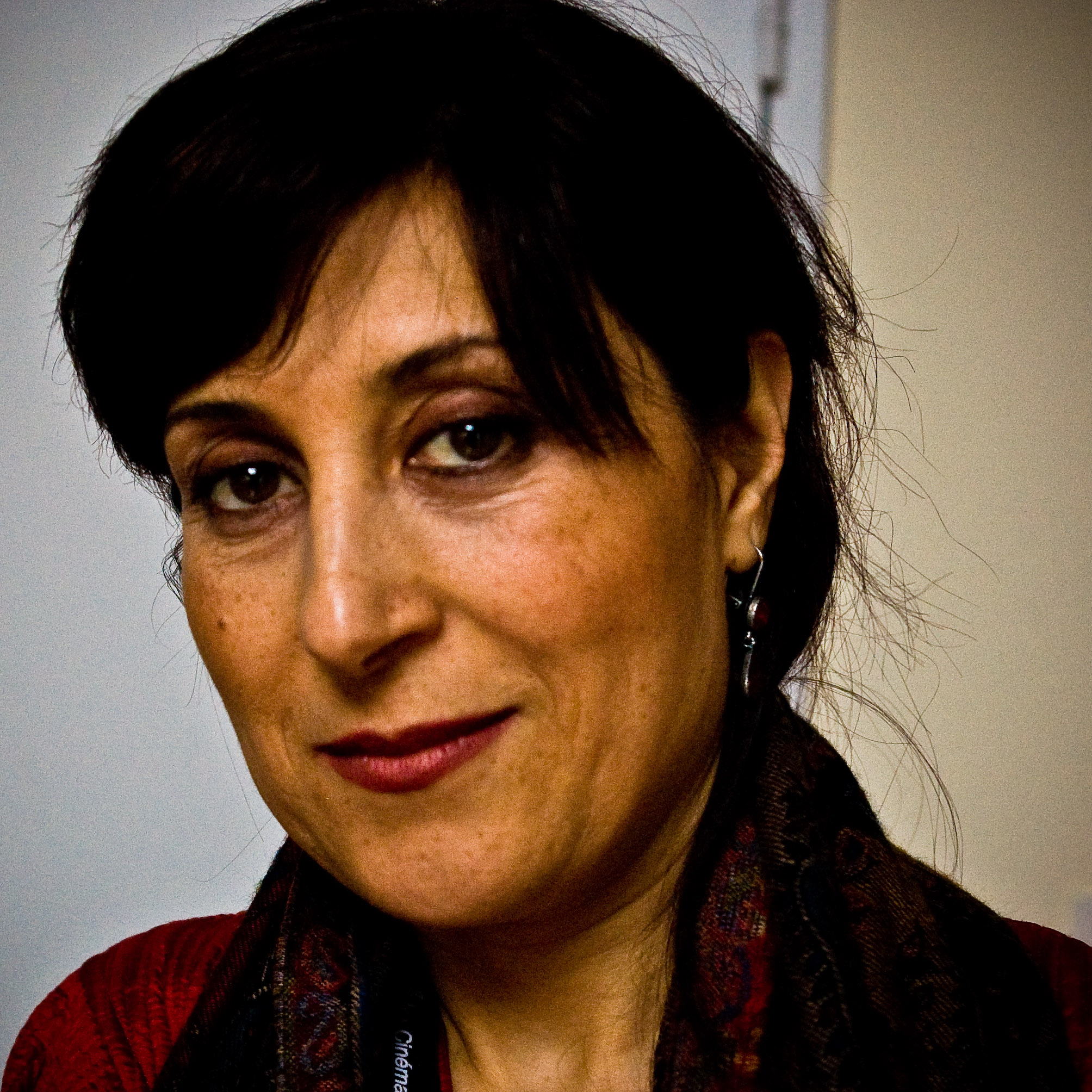
Fatemeh Motamed-Arya während des Vesoul Filmfestival, 2009

Fatemeh Motamed-Aria, auch Fatemeh Motamed-Arya (persisch فاطمه معتمد آریا, * 29. Oktober 1961 in Teheran), ist eine mehrfach ausgezeichnete iranische Schauspielerin. Sie gehört zu den berühmtesten Darstellerinnen des postrevolutionären iranischen Kinos und wurde bei dem Internationalen Fajr-Filmfestival neunmal als beste Darstellerin nominiert und gewann viermal den Kristallenen Simurg.
2018 wurde sie bei den 75. Internationalen Filmfestspielen von Venedig als Jurymitglied der Sektion Orizzonti berufen.

## Filmografie (Auswahl)
- 1989: Reyhane
- 1992: Nassereddin Schah, Aktor-e Sinama (englischer Titel Once Upon a Time, Cinema)
- 1992: Mossaferan („Die Reisenden“)
- 1993: Honarpische (englischer Titel Actor)
- 1994: Hamssar (englischer Titel Spouse)
- 1995: Russari Abi (englischer Titel Blue Veiled)
- 1998: Mard-e Awasi (englischer Titel The Changed Man)
- 2000: Eynak-e dudi („Die Sonnenbrille“)
- 2002: Asisam man kuk nistam
- 2003: Abadan
- 2004: Gilane
- 2005: Taghato (englischer Titel Crossroads)
- 2005: Karegaran maschghul-e kar and (englischer Titel Men at Work)
- 2006: Sir-e Tigh („Unter dem Schwert“ – Fernsehserie)
- 2007: Schirin
- 2007: Nilufar
- 2009: Aschpasbaschi („Der Koch“ – Fernsehserie)
- 2011: Hier ohne mich